# Henry Walpole
Helige Henry Walpole, född 1558, död 7 april 1595, var en engelsk jesuitisk präst. Han föddes i Docking, Norfolk som den äldste sonen till Christopher Walpole och hans fru Margery Beckham. Walpole utbildade sig på Norwich School, vid Peterhouse, i Cambridge och även Gray's Inn. Walpole var närvarande vid Edmund Campions avrättning den 1 december 1581 och hans kläder stänktes ned av Campions blod. Efter det valde Walpole att bli katolik och han reste till Rouen, Paris och Reims; han anlände till Reims den 7 juli 1582. Den 28 april 1583 antogs han till Collegium Anglorum i Rom och Walpole började få mindre uppdrag i oktober detta år. Året därpå flyttade han till Frankrike för att studera och den 17 december 1588 arbetade han som präst i Paris. 
Walpole arresterades två gånger på grund av sin religionstro under 1586 och satt då fängslad i Newgatefängelset. Han skickades för att hjälpa sin kollega Henry Garnet, men Walpole arresterades så fort han steg i land i England. Han fängslades först i York innan han skickades till Towern. Under sin vistelse i Towern torterades Walpole ofta, men under våren 1595 skickades han tillbaka till York. Där dömdes han till döden under sin rättegång och avrättades i Knavesmire den 7 april samma år genom avrättningsmetoden hängning, dragning och fyrdelning.
Walpole är saligförklarad sedan 1929 och helgonförklarades som en av Englands och Wales fyrtio martyrer den 25 oktober 1970 av påven Paulus VI.